# Oktovianus Maniani
Oktovianus Maniani, detto Okto (Jayapura, 27 ottobre 1990), è un calciatore indonesiano, centrocampista del Persiram Raja Ampat e della nazionale indonesiana.

## Palmarès

### Individuale
- Miglior emergente della Liga Indonesia: 1

2009
- Miglior giocatore dei Giochi del Sud-est asiatico: 1

2009